# Vanjski Kamenjak
Vanjski Kamenjak je plitvina v bližini otoka Krka, v bližini čeri Kamenjak 2, ki so od kraja oddaljene 25 metrov. Začne se na globini 2 m in doseže do 35 m globine. Je eden priljubljenih potapljaški krajev na Hrvaškem. V času prihoda Ilirov je bil otoček.